# Haddingjar

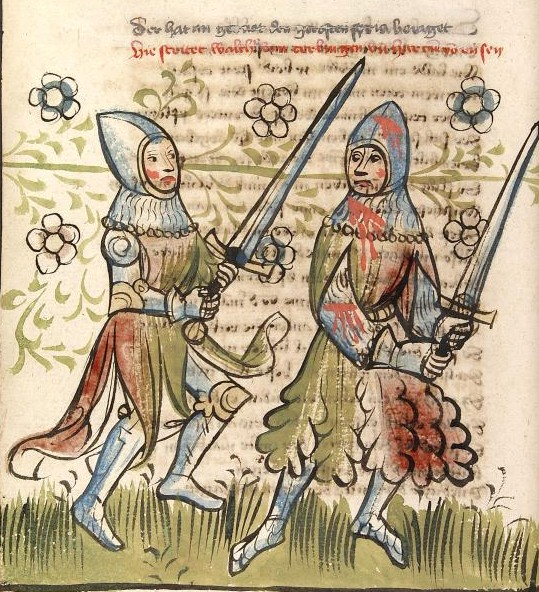
Una ilustración de Hartung (derecha), luchando contra Walter de Aquitania en la obra épica Rosengarten zu Worms (manuscrito CPG 359) (1418), fol. 40v.

  Los Haddingjar hacen referencia por un lado a leyendas sobre dos hermanos con el mismo nombre, y por otro lado a leyendas basadas en la dinastía real de los asdingos, una tribu germánica de los vándalos. Las citas difieren bastante entre sí.

## Origen
Se ha sugerido que fueron dos héroes del periodo protogermánico llamados *Hazdingōz, que significa los «cabellos largos», y que eran idénticos a los dioses gemelos Alcis que menciona el historiador romano Tácito. Según Tácito, los Alci eran venerados como dioses por sacerdotes vestidos de mujeres:
[...] y los Nahanarvali. Entre estos últimos se muestra una inmensa santidad inmemorial. Un sacerdote en atuendo femenino está encargado de ello. Pero las deidades son descritas en lengua romana como Cástor y Pólux. Tales son, en efecto, los atributos de la divinidad, siendo su nombre Alcis. No tienen imagen, tampoco vestigio de superstición ajena, pero las deidades son veneradas como hermanos jóvenes.
Dion Casio menciona hacia 170 d. C. a los Astingoi como un noble clan de los vándalos, y los Asdingi reaparecen, en el siglo VI en la obra de Jordanes, como una dinastía real de la misma tribu.
La raíz aparece en nórdico antiguo como haddr que significa «cabello de mujer», y el concepto del nombre Haddingjar/Astingoi/Asdingi era probablemente de hombres de las dinástías reales germánicas que usaban largos cabellos como símbolo de dignidad (caso de, por ejemplo, la Dinastía Merovingia).

## Leyenda y mitología
1. En las gestas heroicas en alto alemán medio, aparecen dos hermanos llamados Hartunge, quienes también aparecen en la escandinava Þiðrekssaga como Hertnið y Hartnið. Más tarde, en otras obras en alto alemán medio aparecen como Ortnīt y Hirðir.
2. En la saga Hervarar, Gesta Danorum, saga de Örvar-Oddr y en Hyndluljóð, aparecen dos Haddingjar entre los doce hijos del berserker Arngrim.
3. Extrañamente, en la saga de Örvar-Oddr, tras matar su amigo Örvar-Oddr a estos dos Haddingjar, Hjalmar menciona en su canción de muerte dos Haddingjar entre sus amigos de Fornsigtuna.
4. En Hversu Noregr byggðist, aparece un Hadding Raumsson, hijo de Raum el Viejo y rey de Haddingdalen, Noruega, a quien le sucede su hijo y nieto con el mismo nombre. Tras su nieto Högni, hay una sucesión de tres generaciones adicionales llamadas Hadding, que suman seis Haddingjar en el mismo linaje.
5. En la sección en prosa de Helgakviða Hundingsbana II, aparece un Helgi Haddingjaskati (Helgi, príncipe de los Haddingjar, o quizás los Hasdingi de los vándalos) en referencia al poema perdido Káruljóð, que se nombra después de la amada de Helgi, la valkiria Kára. El poema sobrevive en una forma alterada como Hrómundar saga Gripssonar, donde Helgi lucha al servicio de dos reyes suecos con el mismo nombre, Haldingr.
6. En la gesta más antigua de Gudrun, la Guðrúnarkviða II, Gudrun dice que la pócima del olvido que su madre le había dado contenía varias runas, y entre ellas el "escuchar maíz sin segar de Haddingland", posiblemente una runa mágica de los vándalos.
7. En Kálfsvísa, del Skáldskaparmál de Snorri Sturluson, se cita al rey de los Haddingjar (vándalos) cabalgando sobre un caballo llamado Skævað.
8. En Gesta Danorum aparece un Hadingus que Saxo Grammaticus tiene mucho que decir. Es probablemente un recuerdo a los Hasdingi, el clan real de los vándalos.